# Potaissa Turda
Il AHC Potaissa Turda è una società di pallamano maschile della città di Turda.

## Storia
Fondata nel 2000, fino al 2007 non ha potuto giocare nella propria città, in quanto mancava una struttura idonea. Con l'inaugurazione del palazzo dello sport in onore di Gheorghe Baritiu, in quattro anni il Potaissa Turda è riuscito a centrare la promozione in  Liga Națională. 
In quattro occasioni si è classificata al terzo posto, mentre nel campionato 2020-2021 si è classificata seconda, alle spalle del Dinamo Bucarest.
In ambito europeo, nel 2018 vince la sua prima EHF Challenge Cup, dopo che nel 2017 era stata sconfitta in finale dai portoghesi dello Sporting.

## Palmares
- EHF Challenge Cup: 1

2017-18